# Parque Moscoso

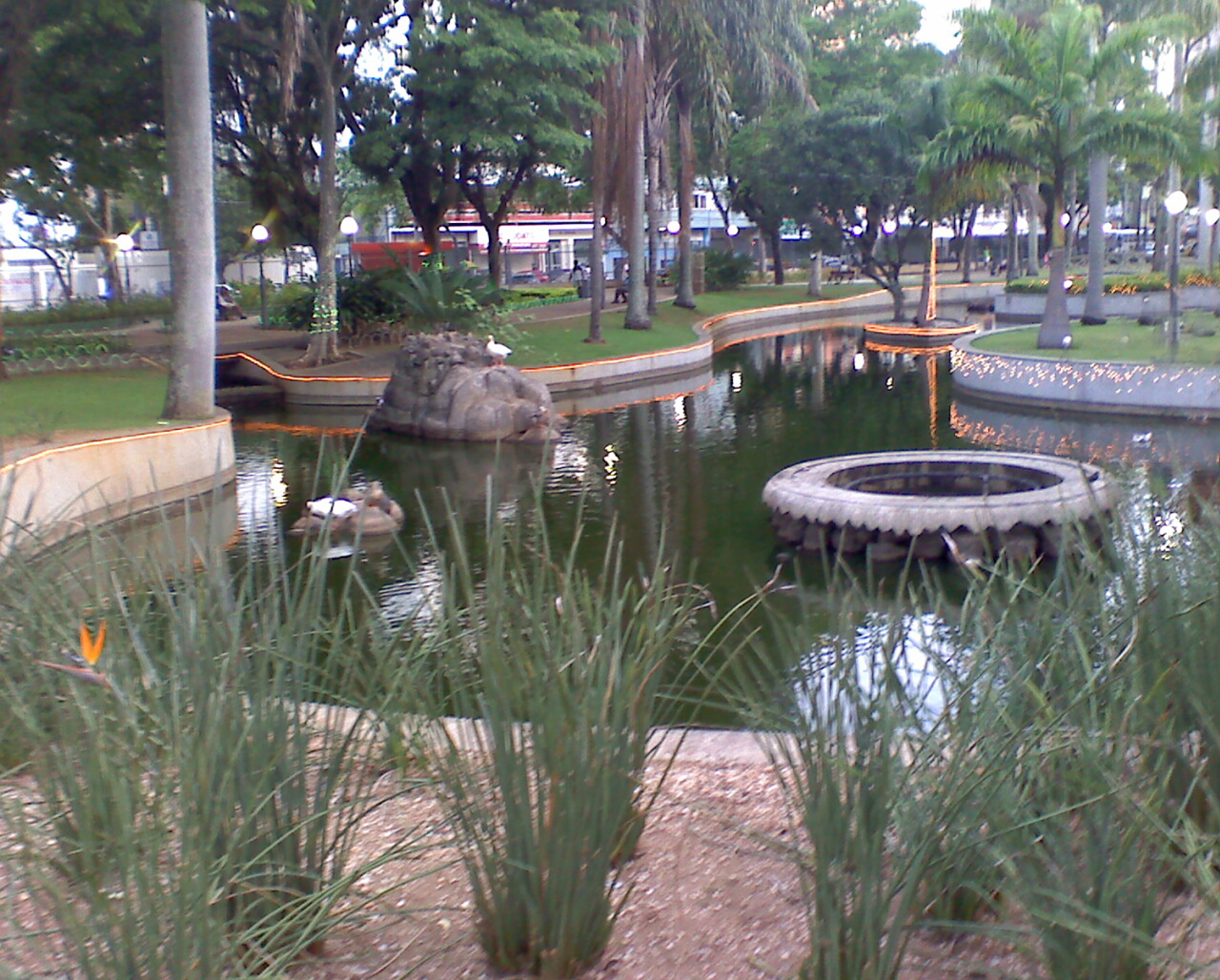
Parque Moscoso con decoración de Navidad en 2013.

El Parque Moscoso, inaugurado en 1912, es el más antiguo de la ciudad de Vitória, en el estado de Espírito Santo, Brasil. Con aproximadamente 24 mil metros cuadrados de área, es considerado un ambiente de tranquilidad en medio a la correría del centro de la metrópoli. El nombre es un homenaje al presidente de la provincia Henrique Moscoso. Posee un lago con peces y dos islas, cortado por puentes y alamedas formadas por árboles típicos de la Mata Atlántica.
En el parque existe la Concha Acústica, un escenario donde acontecen incontables espectáculos, tombada como patrimonio cultural por el Consejo Provincial de Cultura. En mayo de 2012, fue celebrado los 100 años y para tal conmemoración el ayuntamiento de Vitória inició obras de restablecimiento de la Concha Acústica, repaso de las instalaciones eléctricas, recuperación de los bancos, de los muros y de las calzadas externas y reforma del lago principal.

## Historia
En la parte baja de la isla de Vitória había una área conocida como Campinho (actual Parque Moscoso) formada por terrenos alagados por las mareas de la bahía de Victoria. El espacio fue donado por la Unión por medio de la Ley Federal n.º 2.356/1910 al entonces gobernador del estado Jerônimo Monteiro (1908 -1912) para la construcción de un parque en homenaje a Henrique Moscoso. El área sufrió varios atierros y después fue dividida en lotes, el paisajista Paulo Motta Teixeira fue el encargado para la ejecución del proyecto y las obras fueron iniciadas en 1910.
Proyectado a la manera del siglo XIX, era un gran jardín que ganaba a los pocos trazos del estilo ecléctico y art nouveau. Fueron instadas fuentes, ruinas de templos greco-latinos, lagunas con pequeñas islas artificiales y puentes.
En la década de 30 la región del Parque Moscoso se hizo altamente valorada, se instalaron en la proximidad residencias pertenecientes a la élite capixaba. El área era abierta al público, disponía de mucha vegetación, lagos, pájaros, una manzana de tenis y era considerada como el lugar para el encuentro de la sociedad capixaba.
En 1952 el espacio sufre una primera intervención. Se inicia la construcción de la Concha Acústica y la construcción del Jardín de Infancia, ambas proyectadas por el arquitecto Francisco Bolonia siguiendo la moderna arquitectura de los años 50, las alamedas fueron desviadas y estrechadas para dar lugar para la Capilla Ecuménica, juguetes para los niños fueron implantados y fueron construidos muros y rejas para que fuera implantado un sistema de cobro de ingreso restringiendo su utilización, lo que acababa contradiciendo con la definición y función del Parque Urbano.
En 2001 el parque pasó por un nuevo proceso de revitalización para recuperar las características originales. El muro fue sustituido por rejas, los trazados de los caminos y las fuentes volvieron a los locales originales y pequeños detalles fueron recuperando características originales, haciéndolo parecido al que era en el pasado.